# Mudderverket
Mudderverket är ett sceniskt verk som behandlar AB Motala Verkstads historia under perioden 1822–1843. Verkstaden leddes då av Daniel Fraser. Delar av handlingen är även förlagd till dennes hem på Charlottenborgs slott, julen 1849. Manus är skrivet av Urban Larsson och Michael Håkansson. Spelplatsen är den gamla plåtverkstaden i verkstadsområdet.
Föreställningen blandar amatörskådespel, ljud- och ljuseffekter, musik, dans och bildprojekteringar. Mudderverket hade urpremiär i slutet av september 2006 och hade nypremiär den 19 maj 2007 på samma spelplats. Under 2009 ges tredje säsongen med tio föreställningar och nypremiär 21 augusti.